# Candidatura di Roma per ospitare i Giochi della XVII Olimpiade
La candidatura di Roma per ospitare i Giochi della XVII Olimpiade, detta anche Roma 1960, fu una proposta ufficiale del Comitato olimpico nazionale italiano (CONI) al Comitato Internazionale Olimpico (CIO) per l'assegnazione delle Olimpiadi estive del 1960 alla Capitale italiana, che si concluse con il conferimento dell'organizzazione di quei Giochi all'Italia.

## Precedenti candidature
La città di Roma era già stata scelta dal Comitato Olimpico Internazionale per ospitare i Giochi della IV Olimpiade nel 1908; tuttavia, dopo l'eruzione del Vesuvio del 1906, i Giochi romani non sarebbero stati comunque più finanziati dallo Stato Italiano, poiché tutti i fondi disponibili dovevano essere destinati alla ricostruzione della periferia orientale di Napoli, e per questo motivo il CIO assegnò quindi alla città di Londra l'organizzazione dell'evento. 
In seguito Roma si candidò ufficialmente, senza successo, ad ospitare i Giochi del 1924/1928 (non selezionata), del 1936 (ritirata durante il processo di selezione), del 1940 (non selezionata) e del 1944 (eliminata alla 1ª votazione).

## Storia della candidatura
Nella seduta del 9 novembre 1949 del Consiglio Nazionale del Comitato Olimpico Nazionale Italiano, il presidente Giulio Onesti nel suo intervento rilevò che il successo ottenuto dall'ente nell'assegnazione, ad aprile dello stesso anno, dei VII Giochi olimpici invernali a Cortina d'Ampezzo del 1956 doveva essere d'incoraggiamento per l'Italia nel chiedere anche l'organizzazione anche dei Giochi estivi del 1960 per Roma. A tal fine, Onesti iniziò fin da subito a portare avanti il completamento dello Stadio Olimpico convinto che questa scelta sarebbe stata strategica a persuadere i votanti del CIO ad assegnare alla capitale italiana i Giochi del 1960 e, nel dicembre 1950, informò la Giunta del CONI che nel mese di aprile 1951 sarebbe stato pronto un piano regolatore per la candidatura olimpica romana.
Tra l'altro, nel gennaio 1953 Onesti illustrò ai componenti della Giunta del CONI che nella riunione del CIO di quell'anno, da svolgersi a Città del Messico, si sarebbe potuti arrivare ad una clamorosa rinuncia di Melbourne ad ospitare i Giochi estivi del 1956; in tal caso Roma, pur dovendosi candidare per l'edizione successiva, avrebbe dovuto farsi trovare pronta a subentrare alla città australiana nell'organizzare quei Giochi e, per quella eventualità, predispose un cortometraggio da mostrare al CIO stesso sullo stato di avanzamento dei lavori dello stadio Olimpico, che sarebbe stato inaugurato il mese successivo alla sessione del comitato internazionale. Sempre nel gennaio 1953 vi fu la scomparsa dell'ex presidente del CONI e membro in carica del CIO Alberto Bonacossa, influente a livello internazionale, e questo portò negli ambienti romani la convinzione che la perdita potesse svantaggiare la corsa di Roma all'assegnazione dei Giochi; ma un certo ottimismo tornò al CONI dopo la sessione di Città del Messico, poiché si era mostrata efficace sui partecipanti la proiezione del cortometraggio sullo stato dell'arte degli impianti capitolini. Il 20 ottobre 1954, ancor prima della candidatura ufficiale per i Giochi del 1960, la Giunta Esecutiva del CONI costituì un comitato tecnico denominato "Costruzioni Olimpiche di Roma" (C.O.R.) al fine di programmare, in collaborazione con il Comune e con vari ministeri, la realizzazione di tutte le opere necessarie (impianti compresi) per lo svolgimento dell'eventuale Olimpiade assegnata all'Italia.
La defezione nel 1953 di Melbourne per l'edizione del 1956 non vi fu e la sesta candidatura olimpica ufficiale di Roma, confermata per ospitare i Giochi della XVII Olimpiade nel 1960 coma da progetto iniziale, avvenne a inizio 1955 con la presentazione al CIO della richiesta da parte degli enti preposti: il 20 gennaio dal presidente del Consiglio dei ministri della Repubblica Italiana Mario Scelba; il 27 gennaio dal Comitato Olimpico Nazionale Italiano, a firma del presidente Giulio Onesti e del segretario generale Bruno Zauli; il 4 febbraio dal sindaco di Roma Salvatore Rebecchini.
Il 28 febbraio venne redatto dal CONI e inviato al Comitato Olimpico Internazionale il "Questionario sulle condizioni richieste dal CIO per l'organizzazione dei Giochi Olimpici".

## Proposta
La proposta del CONI al CIO, inserita nel "Questionario sulle condizioni richieste dal CIO per l'organizzazione dei Giochi Olimpici" si compose dei seguenti punti:

### Date
La data proposta per lo svolgimento dei Giochi sarebbe stata il periodo compreso tra la fine di luglio e l'inizio di agosto, ipotizzando i giorni tra il 30 luglio e il 15 agosto; veniva però reputato ottimale il periodo compreso tra la fine di agosto e l'inizio di settembre.

### Impianti
Il CONI riferiva che tutti gli impianti esistevano già o erano già in costruzione, con l'eccezione del villaggio olimpico (che sarebbe stato costruito solo in caso di assegnazione dei Giochi), del palazzo dello sport (sala coperta da 15.000 posti), delle piscine olimpiche e del velodromo (per i quali il CONI era già proprietario dei terreni e ne aveva pianificato i progetti e finanziamenti necessari), e che gli stessi erano raggruppati nelle due zone cittadine del Foro Italico e dell'EUR.
Inoltre, le regate veliche si sarebbero svolte nel Golfo di Napoli, dove vi erano numerose strutture eccellenti per lo yachting.

### Costi e finanziamenti
Il CONI dichiarava che erano stati studiati i resoconti ufficiali dei Giochi Olimpici precedenti, in particolare quelli di Los Angeles 1932, Berlino 1936, Londra 1948 e Helsinki 1952, e l'ente riteneva di poter organizzare l'evento, con propri mezzi finanziari derivanti dagli introiti delle scommesse sugli sport professionistici, con i quali si sarebbe realizzato in modo indipendente i Giochi, prevedendo una spesa complessiva di 12000000000 L.; questo importo era già stato utilizzato in parte per il completamento dello Stadio Olimpico, e comprendeva anche la costruzione degli impianti ancora da realizzare (palazzo dello sport, piscine olimpiche, velodromo e villaggio olimpico, stimato quest'ultimo in un costo di 6000000000 L.), nonché l'allestimento di tutte le altre strutture e i costi organizzativi.

## Assegnazione dei Giochi

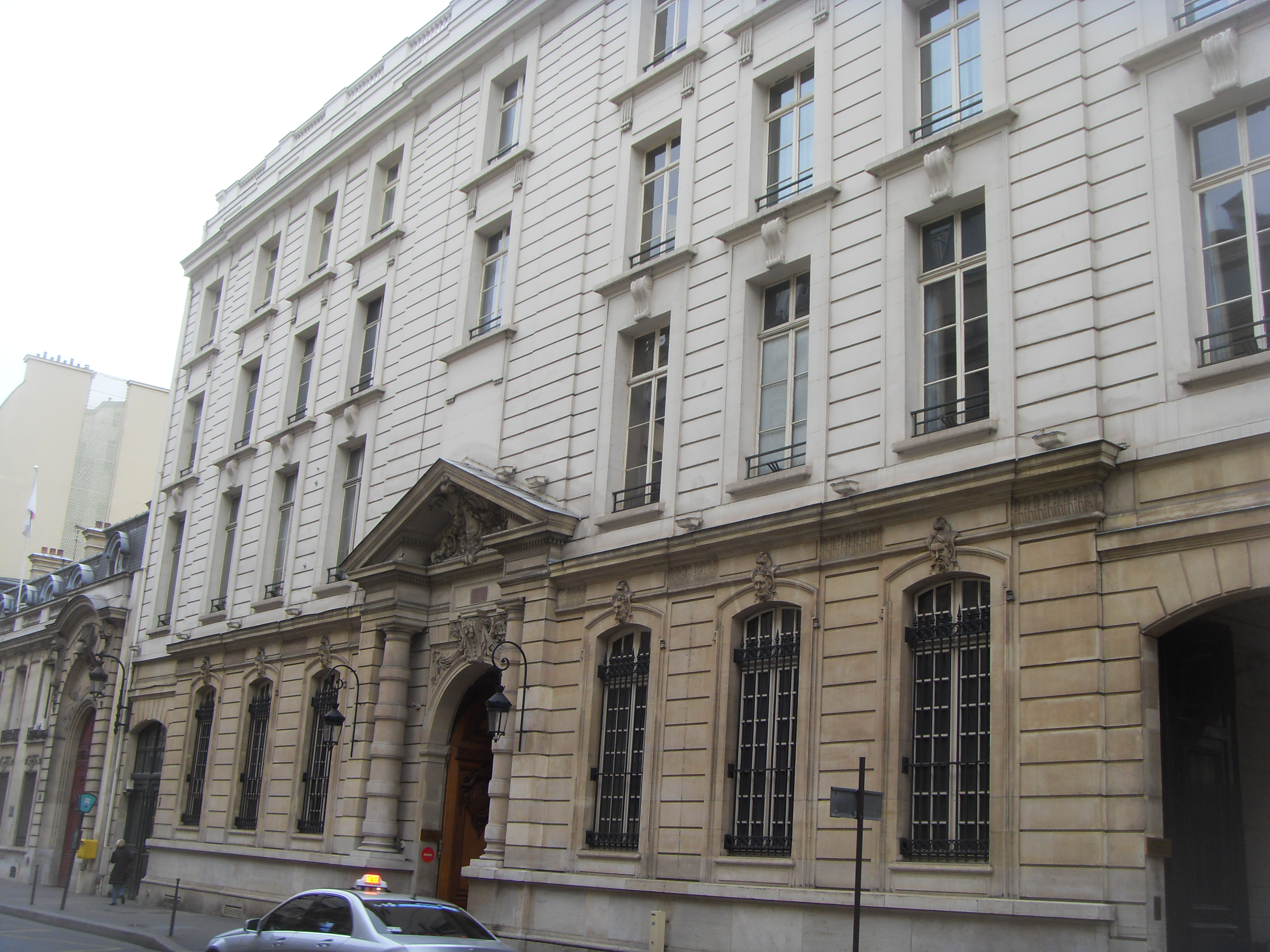
L'edificio del Circolo interalleato di Parigi, al cui interno furono assegnati dal CIO, nel 1955, i Giochi alla città di Roma.

I Giochi della XVII Olimpiade del 1960 furono assegnati il 16 giugno 1955, durante il 50º Congresso del Comitato Olimpico Internazionale (CIO) svoltosi a Parigi (nella stessa sessione venne selezionata anche la città che avrebbe ospitato gli VIII Giochi olimpici invernali, sempre nel 1960, che fu la statunitense Squaw Valley). Nella sede congressuale, ospitata nei locali del Circolo interalleato di Parigi, vennero presentate sette candidature: Bruxelles (Belgio), Budapest (Ungheria), Città del Messico (Messico), Detroit (Stati Uniti), Losanna (Svizzera), Roma (Italia) e Tokyo (Giappone).
La presentazione della candidatura di Roma iniziò con una illustrazione della lunga tradizione sportiva della Capitale italiana, da parte del sindaco Salvatore Rebecchini, nella quale si ricordò il desiderio, più volte ribadito, dell'ideatore dei Giochi Olimpici moderni, il barone Pierre De Coubertin, sul fatto che Roma dovesse un giorno ospitare le Olimpiadi; al sindaco seguirono gli interventi del presidente del CONI Giulio Onesti e del segretario generale dello stesso ente Bruno Zauli, incentrati su questioni prettamente logistiche e tecniche.
Roma superò i primi due turni come candidatura più votata in entrambi i casi, ed ebbe la meglio alla terza votazione, ballottaggio finale, su Losanna con 35 voti ottenuti contro i 24 voti avuti dalla città svizzera. Il risultato fu annunciato alla platea del Congresso dal presidente del CIO Avery Brundage, con le seguenti parole:
Fu la quarta volta che l'organizzazione di un evento olimpico venne affidata dal CIO all'Italia, ma sarà la seconda edizione regolarmente svolta dopo i VII Giochi olimpici invernali del 1956 a Cortina d'Ampezzo (poiché i Giochi della IV Olimpiade del 1908 assegnati sempre a Roma furono disputati a Londra a causa dell'eruzione del Vesuvio del 1906 e i Giochi olimpici invernali 1944 assegnati a sempre a Cortina d'Ampezzo vennero annullati a causa del perdurare della seconda guerra mondiale).
Molti meriti sul risultato di Roma furono attribuiti a Paolo Thaon di Revel, membro italiano del Comitato Esecutivo del CIO e presidente del Comitato organizzatore dei VII Giochi olimpici invernali di Cortina d'Ampezzo 1956, per l'impegno diplomatico svolto.